# Quarta Hostilia
Quarta Hostilia war eine römische Plebejerin, die im 2. Jahrhundert v. Chr. in der Römischen Republik lebte und aus der Gens der Hostilier stammte. Vermutlich wurde sie im Jahr 180 v. Chr. hingerichtet, nachdem ihr in einem großangelegten Untersuchungsverfahren wegen Giftmordes (de veneficis) der Prozess gemacht wurde.

## Leben
Quarta Hostilia war in erster Ehe mit dem Prätor Gnaeus Fulvius Flaccus verheiratet gewesen, der nach militärischen Verfehlungen ins Exil gegangen sein soll. Bei ihrem zweiten Gatten handelte es sich um Gaius Calpurnius Piso, der im Jahr 180 v. Chr. zum Konsul gewählt wurde. Aus erster Ehe stammte ihr leiblicher Sohn Quintus Fulvius Flaccus, der sich zu ihrer Verärgerung dreimal vergeblich um das Konsulat beworben hatte. Erst nachdem der Stiefvater unerwartet im Amt verstorben war, wurde Quintus zum Suffektkonsul nachgewählt. Wegen der ungeklärten Todesumstände im Zusammenhang mit der nun erfolgreichen Nachwahl ihres Sohnes geriet Quarta Hostilia kurze Zeit später unter den dringenden Tatverdacht, ihren Mann selbst oder durch angestiftete Dritte mit Gift (venenum) getötet zu haben. In einem Indizienprozess, der sich auf das für wahrscheinlich gehaltene Motiv der Beschuldigten, untermauert von den belastenden Zeugenaussagen bezüglich ihrer Äußerungen zum Wahlsieg ihres Mannes anstatt ihres Sohnes begründete, galt Quarta Hostilia des Giftmordes überführt. Obwohl kein Geständnis überliefert ist und die Tatmittel als möglich aufgefundene Beweisgegenstände nicht genannt sind, wurde sie verurteilt und wahrscheinlich hingerichtet.

## Rechtshistorischer Hintergrund
Im Jahr 331 v. Chr. kam es in der Stadt Rom zu einer ungewöhnlichen Serie von ungeklärten Todesfällen, der hauptsächlich Männer aus allen Ständen zum Opfer gefallen waren. Nachdem die Ursachen zunächst auf Hygienemängel und auf Seuchen zurückgeführt wurden, ergab sich durch den Hinweis einer Sklavin und die darauf erfolgten Ermittlungen, dass zahlreiche Ehefrauen durch den Einsatz von Gift für das vorzeitige Ableben ihrer Gatten gesorgt hatten. Die große Anzahl der Tötungsdelikte veranlasste den Senat, den Giftmord wegen seiner tatcharakteristischen Heimtücke als Offizialdelikt einzustufen, das – im Gegensatz zu dem bisherigen Privatklagedelikt des Mordes (parricidium) – nun auch im öffentlichen Interesse von Amts wegen geahndet wurde. So soll eine nicht unbedeutende Anzahl von Frauen gerichtlich verfolgt und 170 von ihnen verurteilt worden sein.
In den Jahren 184 und 180 v. Chr. war erneut eine größere Anzahl von ungewöhnlichen Todesfällen zu beklagen, die im Zusammenhang mit möglichen Giftmordanschlägen gebracht wurden. Durch einen Senatsbeschluss wurden daraufhin die staatlichen, hoheitlichen Ermittlungsverfahren (quaestio extraordinaria de veneficis) eingeleitet, die neben anderen Verdächtigten auch gegen Quarta Hostilia geführt wurden.